# Deepak Chopra

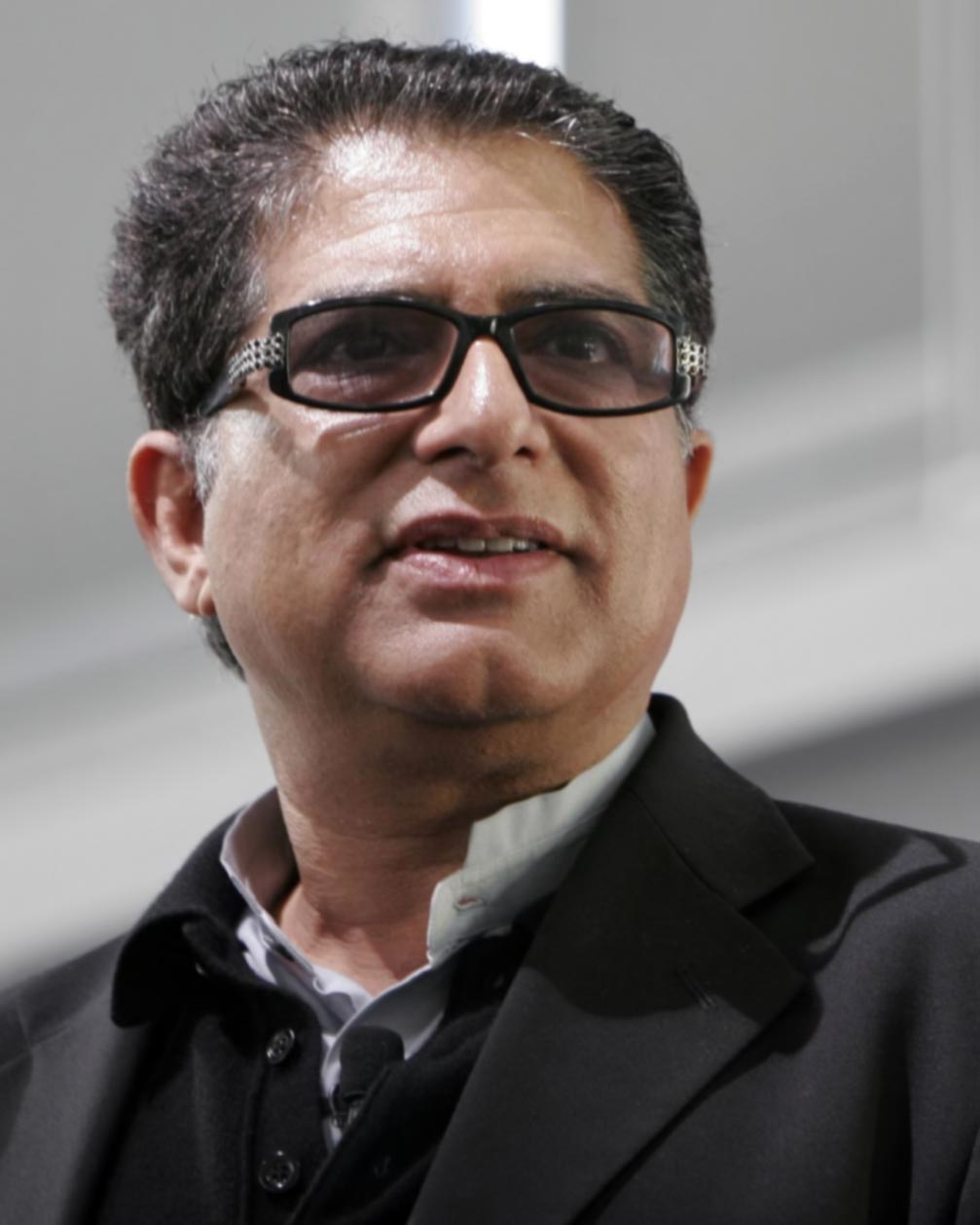
Deepak Chopra in 2008

Deepak Chopra (New Delhi, 22 oktober 1946) is een Indiase schrijver van boeken over spiritualiteit, alternatieve geneeskunde en ayurveda en hij woont in de Verenigde Staten. Hij stelt dat zijn grootste invloed komt van zijn van huis uit hindoeïstische geloof, met name het onderricht in Vedanta en de Bhagavad Gita.
Chopra, zoon van een cardioloog, is ook arts en heeft zich gespecialiseerd als internist en endocrinoloog. Volgens Stephen Barrett, een uitgesproken criticus van Chopra, is hij afgestudeerd aan het All India Institute of Medical Sciences in 1968. Na een coassistentschap in een ziekenhuis in New Jersey, heeft hij nog verscheidene jaren opleiding gevolgd in het Lahey-ziekenhuis in Burlington in de staat Massachusetts en aan het academisch ziekenhuis van Virginia (University of Virginia Hospital). Later werd hij hoofd personeel in het "New England Memorial Hospital". Hij liet zich initiëren in de Transcendente Meditatietechniek en werd enkele jaren gekoesterd door Maharishi Mahesh Yogi als zijn favoriete leerling, maar uiteindelijk ging Deepak zijn eigen weg, hoewel veel van wat hij vertelt over meditatie een getrouwe weergave is van wat de TM-beweging leert. Centraal in zijn holistische ideeën over gezondheid staat zijn streven naar vereniging van westerse wetenschappelijke kennis met oeroude oosterse filosofieën en behandelingswijzen, zoals ayurveda en yoga, maar ook met 'alternatieve' gezondheidsconcepten uit de newagebeweging, bijvoorbeeld meditatie en homeopathie. 
Chopra heeft zowel een grote schare supporters als critici. Kritiek is met name gericht op zijn frequente verwijzingen naar een 'relatie' tussen genezende processen en de kwantummechanica. Hiervoor ontving hij in 1998 de "Ig Nobelprijs". De documentairefilm What the Bleep Do We Know!? is gedeeltelijk gebaseerd op werk van Chopra, met name op diens opvattingen over verbanden tussen de kwantummechanica en de relativiteitstheorie enerzijds en de fysische processen in de mens anderzijds.
Chopra heeft meer dan 40 boeken geschreven en zijn werken zijn in 35 talen vertaald. Daarnaast heeft hij vele videobanden en geluidscassettes uitgegeven. Chopra werd in 1999 door het tijdschrift TIME Magazine uitgeroepen tot een van de 100 grootste helden en idolen van de 20e eeuw. Chopra is de oprichter en directeur van het Chopra Center for Wellbeing in Californië.
- Bibsys: 90402525
- Biblioteca Nacional de España: XX1049304
- Bibliothèque nationale de France: cb12128712w (data)
- Catàleg d'autoritats de noms i títols de Catalunya: 981058513210706706
- CiNii: DA03810062
- Gemeinsame Normdatei: 115460624
- International Standard Name Identifier: 0000 0001 1556 5934
- Library of Congress Control Number: n86130779
- Nationale Bibliotheek van Letland: 000022642
- MusicBrainz: bc1fbace-7ef8-48d6-a413-65ab9a227bdc
- Bibliotheek van het Japanse parlement: 00464545
- Nationale Bibliotheek van Tsjechië: jn20000720047
- Nationale bibliotheek van Australië: 35954949
- Nationale Bibliotheek van Israël: 987007309377305171
- Nationale Bibliotheek van Polen: a0000002883904
- Istituto Centrale per il Catalogo Unico: RAVV043746
- LIBRIS: 45957
- Système universitaire de documentation: 029724503
- Trove: 1161480
- Virtual International Authority File: 34491177
- WorldCat: E39PBJycHx9HqkYPWTFkqtpXVC